# Divadlo Raye Bradburyho
Divadlo Raye Bradburyho (v anglickém originále The Ray Bradbury Theater) je televizní seriál, který představuje zfilmované povídky Raye Bradburyho. Seriál odráží pestrost Bradburyho tvorby, přičemž převažuje mysteriozní, sci-fi a hororový žánr. Jedná se o antologii, kde na sebe díly nenavazují, podobně jako žánrově blízké seriály Pásmo soumraku a Krajní meze. Mnoho dílů představuje věrné ztvárnění Bradburyho povídek, část příběhů však kvůli jednotné seriálové stopáži a filmovému zpracování muselo být doplněno či upraveno. Natáčení 65 dílů probíhalo mezi lety 1985 a 1992 v kooprodukci Kanady, USA, Nového Zélandu a Francie. V Česku se seriál vysílal na přelomu 90. let na komerčních televizních stanicích. Dabing vytvořila TV Nova v roce 1994.
V seriálu hrálo mnoho známých herců, např. William Shatner, Peter O'Toole, Jeff Goldblum, Drew Barrymoreová, Robert Vaughn, Eugene Levy, Donald Pleasence, David Ogden Stiers, Barry Morse, Eddie Albert, David Carradine, Lucy Lawless, Louise Fletcher a John Glover.